# The Brave (Film)
The Brave ist das Regie-Debüt von Johnny Depp, der zugleich die Hauptrolle spielt. Gedreht wurde der Film 1997 in den USA.

## Handlung
Der Indianer Raphael lebt mit seiner Frau und seinen beiden Kindern auf einer Mülldeponie. Er sieht sich außerstande, seine Familie aus den deprimierenden Lebensumständen zu befreien, bis er in der Stadt den mysteriösen McCarthy trifft. Dieser macht ihm ein außergewöhnliches Angebot: Wenn Raphael zustimmt, sich von ihm für einen Film foltern und anschließend töten zu lassen, zahlt er ihm 50.000 $ – und Raphael stimmt zu.
Der Film schildert die letzten Tage im Leben des jungen Indianers und endet mit dem Betreten der Fabrikhalle, in der er sein Leben verlieren könnte.

## Kritiken
Obwohl der Film sehr erfolgreich bei den Filmfestspielen von Cannes aufgeführt und von dortigen Kritikern hochgelobt wurde, erhielt er von US-amerikanischen Kritikern durchweg schlechte Kritiken; Johnny Depp war darüber so aufgebracht, dass er sich weigerte, den Film in den USA zu veröffentlichen. In Deutschland und in vielen anderen Ländern ist der Film veröffentlicht und auf DVD erhältlich.
Cinema schrieb, „die Story platzt vor dramatischem Potential, aber Regisseur und Co-Autor Depp lässt es weitgehend ungenutzt. Mit etwas zu indianischer Gelassenheit geht seine Figur ihrem Schicksal entgegen, und das mindestens eine halbe Stunde zu lange. Die Langeweile des trostlosen Alltags im Reservat kommt dabei aber sehr spürbar rüber… Fazit: Der Zuschauer opfert sich auch ein bisschen“.

## Auszeichnungen
- 1997 – Nominiert für die Goldene Palme der Internationalen Filmfestspiele von Cannes 1997

## Trivia
Im Film ist gegenüber der Fabrikhalle ein Symbol an einer Wand zu sehen. Es besteht u. a. aus einem Fragezeichen, welches ein Kreuz anstelle eines Punktes hat. Depp verwendete dieses Fragezeichen ebenfalls als Markenzeichen für seinen damaligen Club Viper Room.